# Erik Sandin
Erik Sandin (29 juli 1966), ook bekend als Smelly, is de drummer van de Amerikaanse punkband NOFX. Hij is al lid van de band vanaf het begin in 1983, maar in 1985 was hij een jaar niet bij de band vanwege drugsproblemen. Voordat Erik samen met Fat Mike en Eric Melvin NOFX oprichtte, speelde hij in de band Caustic Cause.

## Biografie
In het ene jaar dat Erik afwezig was, heeft de band als twee drummers gehad: Scott Sellers en Scott Aldahl. In 1986 ging de band praten met hem om te vragen of hij weer in NOFX wou. Sinds zijn vertrek was Sandin verslaafd aan heroïne, tot hij in 1992, voor de opnames voor White Trash, Two Heebs and a Bean, incheckte bij een afkickcentrum. Sindsdien is hij clean. Op de officiële NOFX website stond het volgende: "He [Erik] won't even eat chicken if it has wine sauce on it. He made it clear that NOFX was more important to him than drugs." Vrij vertaald: "Hij [Erik] at niet eens kip als er wijnsaus overheen zat. Hij maakte duidelijk dat NOFX belangrijker voor hem was dan drugs."
Sinds zijn terugkomst in 1986 is hij de vaste drummer van de band en speelde elke drumpartij op elk NOFX album of elke ep.

## Bijnamen
Tussen haken staat de (Engelse) uitspraak.
- Smelly - Meest gebruikte bijnaam
- Erik Ghint (Arrogant) - White Trash, Two Heebs And A Bean
- Erik Shun (Erection) - S&M Airlines
- Groggy Nodbeggar - Ribbed
- Chris Telmeth (Crystal meth)
- Herb Reath Stinks (Her breath stinks) - Punk in Drublic
- Seymour Butts (See more butts) - The Longest Line ep